# Andorra-Sierra de Arcos
Andorra-Sierra de Arcos (hiszp. Andorra-Sierra de Arcos) – okręg (hiszp. comarca) Hiszpanii, w Aragonii, w prowincji Teruel.

## Podział administracyjny
W skład okręgu wchodzą:
- Alacón,
- Alloza,
- Andorra,
- Ariño,
- Crivillén,
- Ejulve,
- Estercuel,
- Gargallo,
- Oliete.